# Station Neufchâtel
Station Neufchâtel is een spoorwegstation in de Franse gemeente Neufchâtel-Hardelot.

## Foto's

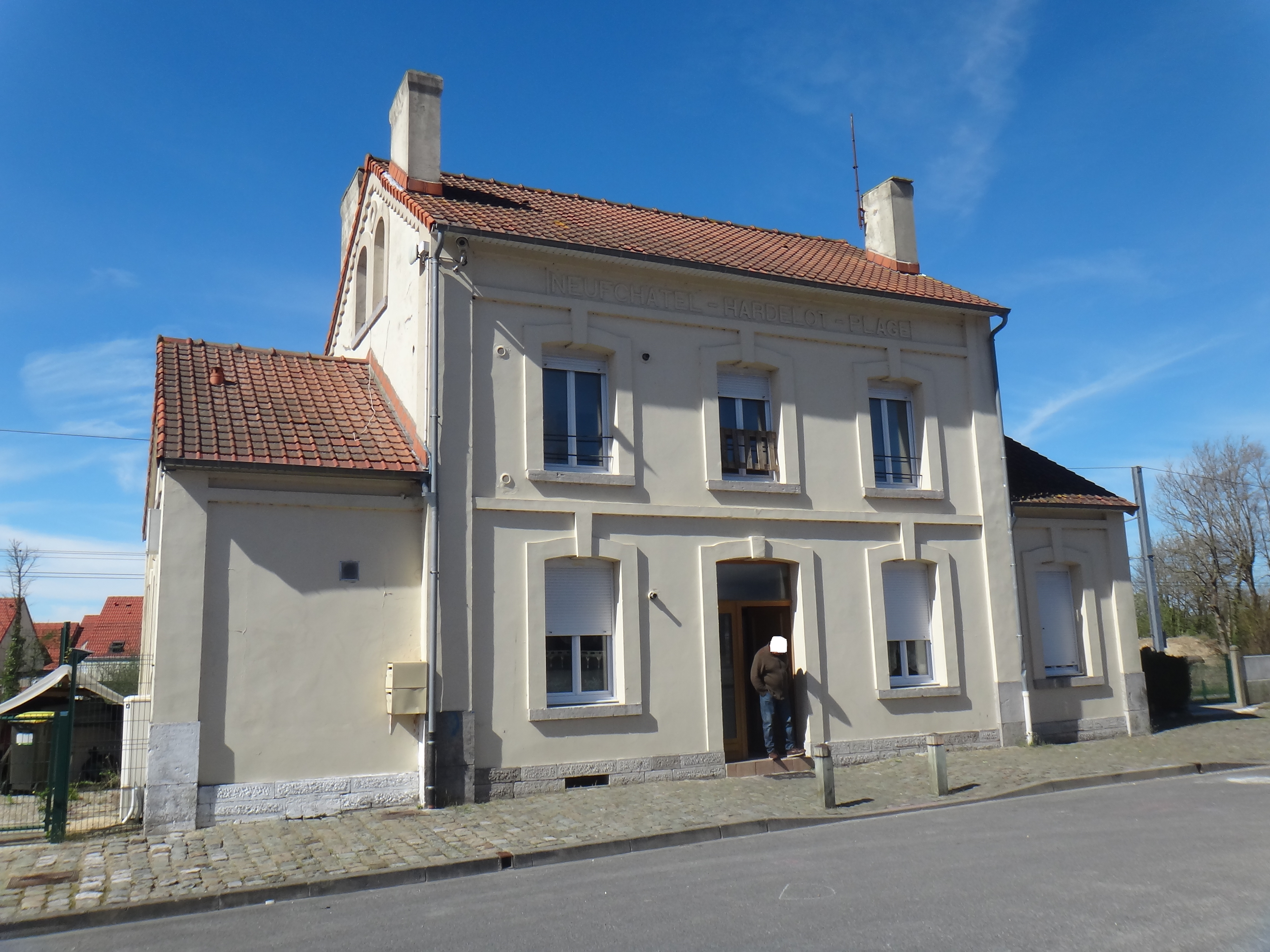